# Dendrobium obyrnei
Dendrobium obyrnei är en orkidéart som först beskrevs av W.K.Harris, och fick sitt nu gällande namn av André Schuiteman och De Vogel. Dendrobium obyrnei ingår i släktet Dendrobium, och familjen orkidéer. Inga underarter finns listade i Catalogue of Life.